# Atherigona dentifera
Atherigona dentifera este o specie de muște din genul Atherigona, familia Muscidae, descrisă de Malloch în anul 1925. Conform Catalogue of Life specia Atherigona dentifera nu are subspecii cunoscute.